# Trade paperback
Trade paperback ou TPB é  um termo usado em publicações diversas, como livros e histórias em quadrinhos. Diz respeito à forma de publicação.

## Uso

### Livros
Em inglês o termo paperback tem dois significados, pode designar tanto livros de bolso, quanto o tipo de encadernação (brochura) usada nesses livros. O termo Trade paperback é o utilizado para livros possuem o mesmo formato de livros capa dura (hard cover em inglês), mas em capa mole, similar a dos livros de bolso (soft cover em inglês), com isso essas edições são mais baratas que os livros de capa dura.
Significativamente, a paginação é a mesma para que as referências ao texto não sejam alteradas: isso é particularmente importante para revisores e acadêmicos. A única diferença é a encadernação soft; sendo que o papel é geralmente de qualidade superior ao dos livros de bolso populares (geralmente papel jornal), usando por exemplo papéis acid free. Nos Estados Unidos, o termo trade paperback também abrange as brochuras de tamanho médio descritas como "Formato B". Os trade paperback britânicos têm 135 mm × 216 mm.

## Histórias em quadrinhos

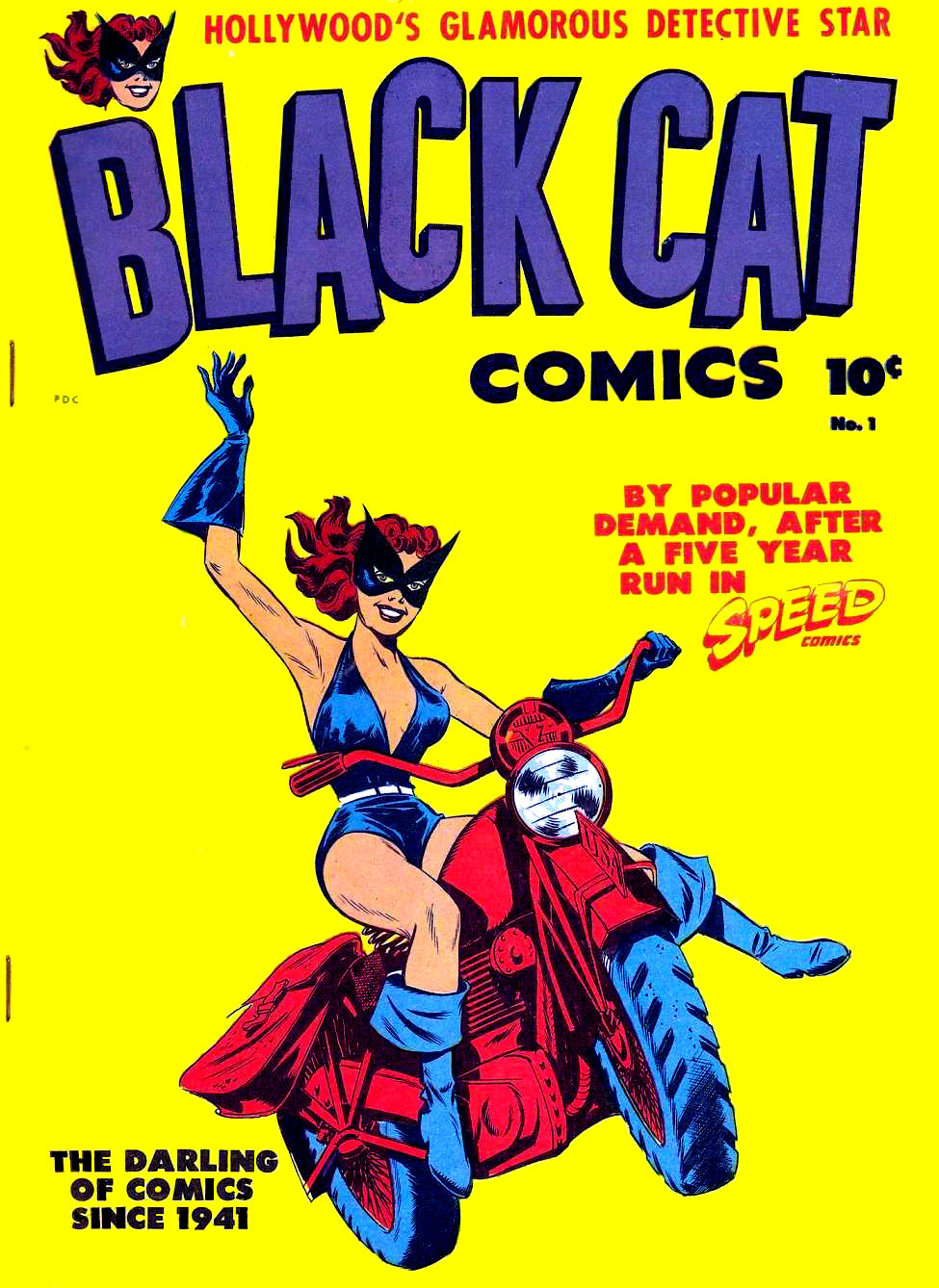
Revista em quadrinhos tradicional (lombada com grampos)

O termo trade paperback (TPB, TP ou trade) é utilizado também em outros idiomas para designar edições encadernadas de histórias em quadrinhos estadunidenses em formato de livro. Trade paperbacks costumam reunir arcos (ou minisséries) de história em quadrinhos ou uma série de histórias independentes publicadas na mesma revista em quadrinhos.
Tradicionalmente, um trade paperback reproduzirá as histórias no mesmo tamanho que foram originalmente apresentadas. No entanto, certas trocas foram publicadas em um formato menor, como o formato digest, de tamanho semelhante a uma livro de bolso.

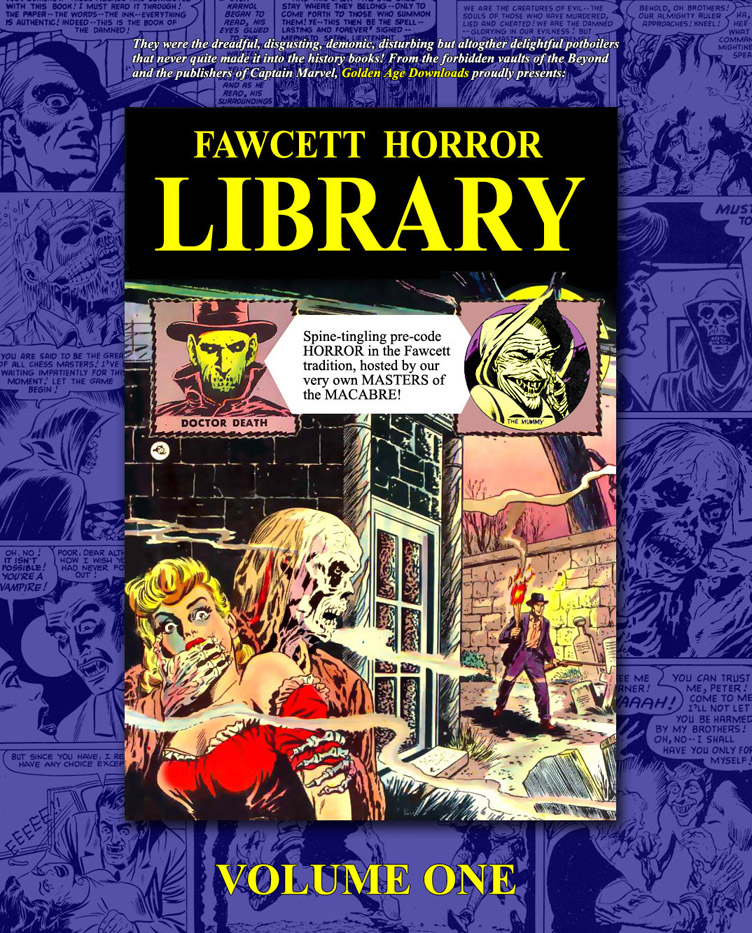
Compilação de histórias de terror publicadas pela Fawcett Comics.

Algumas histórias em quadrinhos são inicialmente publicadas em revistas com lombada com grampos e que são republicados e encadernadas como livros (lombada quadrada ou brochura).. Outras podem ser publicadas no formato de tiras (diárias ou dominicais) em jornais. O termo é comumente usado como sinônimo de graphic novels, entretanto o significado original do termo graphic novel, serve para indicar histórias fechadas, escritas para ser publicadas como um livro (o termo novel é comumente traduzido como romance ou novela).Na mídia especializada, também pode ser o usado o termo álbum (muito usado no mercado franco-belga). Diferente do uso em livros, o termo trade paperback para histórias em quadrinhos podem ser usados para se referir tanto para encadernados com capa mole (brochura) quanto para os de capa dura  Na publicação de livros, trade paperback é um livro com uma capa de cartão flexível que é maior do que o formato dos livros de bolso (paperbacks) tradicionais.
Inicialmente os TPBs eram apenas de edições antigas, atualmente é cada vez mais frequente o lançamento de encadernados de arcos de histórias atuais.
Em 1954, "as primeiras reimpressões em brochura para o mercado de massa de histórias em quadrinhos americanas" começaram com "The MAD Reader, publicado pela Ballantine Books". As reimpressões de coleções da revista Mad no final dos anos 1950 e início dos anos 1960 aumentaram sua popularidade. Nas décadas de 1960 e 1970, a Marvel Comics (primeiro por meio da Lancer Books e depois por meio do selo Fireside Books) trade paperback que eram coleções em torno de temas específicos, como batalhas, vilões e personagens individuais. Após o sucesso da Marvel com suas coleções Fireside Books, a DC Comics começou a publicar coleções temáticas semelhantes através da Warner Books. Em 1981, a Great Superman Comic Book Collection foi "a primeira coleção de quadrinhos da DC na tradição moderna". "Essas coleções de reimpressões foram unidas por seu personagem título ou série, mas apenas acidentalmente tinham alguma semelhança de história ou tema, e sua existência como livros foi claramente uma reflexão tardia".
O crescimento de trade paperbacks e graphic novels na década de 1980 permitiu que editoras menores florescessem. Em 1981, a série Elfquest da Warp Graphics "desembarcou nas livrarias" como coleções coloridas de trade paperbacks - "foi a primeira série de graphic novels a abrir caminho para fora do mercado de quadrinhos".: 26 O sucesso de séries como Teenage Mutant Ninja Turtles da Mirage Studios e Cerebus  de Dave Sim mostraram que "os leitores estavam interessados em coleções de quadrinhos encadernadas, fossem elas chamadas de listas telefônicas, comic books, álbuns ou graphic novels.: 27
Em 1984, a Marvel mudou de trade paperbacks, que eram coleções gerais, para trade paperbacks, que eram notáveis edições recentes, como A Saga da Fênix Negra e The Power of Iron Man. Da mesma forma, trade paperbacks foram um "esforço menor" para a DC "até a coleção de 1986 de The Dark Knight Returns". Brian Cronin, do CBR, destacou que a troca de The Dark Knight Returns "foi uma verdadeira virada de jogo. O ponto crucial da grande rivalidade entre Alan Moore e DC Comics é que o acordo de Moore com a DC para Watchmen dizia que Moore e Dave Gibbons ficariam com os direitos para os personagens quando o livro saiu de impressão. Na época em que Moore assinou o acordo, que foi [antes] do Retorno do Cavaleiro das Trevas, a ideia de uma história em quadrinhos continuar a ser impressa era absurda. Bem, na época que Watchmen foi concluído, Dark Knight Returns foi uma sensação como livro de bolso comercial e, naturalmente, a DC deu a Watchmen o mesmo tratamento [...] e nunca mais saiu de catálogo ". The Dark Knight Returns, Watchmen e Maus de  Art Spiegelman (publicado como uma coleção em 1986 pela Pantheon Books) "estabeleceu uma cabeça de ponte para 'histórias em quadrinhos' no comércio de livros".: 30
Na década de 1990, "trade paperbacksencontraram seu boom de popularidade". Os editores de quadrinhos começaram a lançar trade paperbacks de arcos de história coletados diretamente após a publicação periódica original dessas histórias, porque um novo leitor poderia comprar as brochuras comerciais e acessar as histórias da série inteira até o momento. “No início eram as histórias mais populares que estavam sendo coletadas, mas cada vez mais histórias de quadrinhos estão sendo colocadas no mercado, às vezes menos de dois meses após a venda da edição 'mais nova'. E não só material recente, mas uma grande quantidade de material mais antigo está finalmente sendo coletado nos trades".: 15 Em 2015, Polygon destacou que" embora isso fosse muito menos comum há uma década, quase todos os quadrinhos mensais agora estão eventualmente coletados em edição de bolso comercial ou capa dura que imprime várias edições em um pacote "
Edições encadernadas costumar ser lançadas em livraria ou gibiterias, as editores procuram focar em colecionadores, as tiragens são pequenas e o preço mais alto.. Nos Estados Unidos, as editoras Marvel e DC Comics além de lançarem versões em capa dura lançam respectivamente as coleções Essential Marvel e Showcase Presents, ambas constituem de brochuras em preto e branco, papel jornal e muitas páginas (muitas vezes bem parecidas com lista telefônicas) a um custo bem barato para leitores menos exigentes, no Brasil tal publicação tornou-se inviável por conta dos custos de produção local (tradução, letras, edição). TPBs também podem ter formatos distintos, no últimos anos por influência dos mangás são cada vez mais comuns a utilização do formato "digest"
No Brasil este encadernados nesse formato já foi experimentado por editoras como a Editora Abril (editora que introduziu o formatinho no país em 1952). em publicações como a extinta DC Especial. A Editora L&PM através do selo L&PM Pocket, encadernados de tiras diárias no formato de bolso, a editora também publica compilações em outros formatos maiores
Um trade paperback às vezes apresenta obras de arte adicionais, como artefatos de capa alternativa ou galerias de pin-ups por artistas convidados, não lançados nas edições tradicionais. Histórias adicionais que não estava disponíveis na própria série também pode ser incluído, principalmente "previews" ou histórias extra exclusivamente na Internet ou em publicações sobre quadrinhos, como a revista Wizard (ou simplesmente coisas que provavelmente não serão reproduzidas em qualquer lugar , como o as revista do Free Comic Book Day). Muitas apresentações escritas por figuras proeminentes, algumas de fora do mundo dos quadrinhos - por exemplo, Sandman - Fim dos Mundos apresenta uma introdução de Stephen King, Uma prática comum é incluir uma galeria de arte com a obra de arte das capas de quadrinhos originais a partir das quais a série foi compilada.
Desde a década de 1990, muitas das séries populares e duradouras também obtêm suas próprias edições "omnibus" ou "integrais", com cada livro integral que geralmente contém entre dois e quatro álbuns originais e muitas vezes vários inéditos, ou seja, materiais que não havia foi publicado em álbuns antes.